# Norman Penrose
Norman Penrose (Consett, 10 marzo 1922 – 2000) è stato un calciatore inglese, di ruolo centrocampista.

## Carriera
Dopo aver giocato nelle giovanili dei dilettanti del Medomsley Juniors, nel 1938 passa al Grimsby Town, club della prima divisione inglese; alla sospensione dei campionati per via della seconda guerra mondiale (nel 1939) non aveva in realtà ancora esordito in competizioni ufficiali con la prima squadra dei Mariners, con i quali durante il periodo bellico ha comunque continuato a giocare nei vari tornei sostitutivi dei normali campionati. Il suo effettivo esordio nella piramide calcistica inglese avviene tuttavia solamente nel 1946, quando all'età di 24 anni gioca una partite nella prima divisione inglese (il 14 dicembre 1946 in una sconfitta per 4-1 sul campo del Derby County), a cui poi aggiunge ulteriori 8 presenze in questa stessa categoria nel campionato 1947-1948, che il suo club termina all'ultimo posto in classifica, retrocedendo così in seconda divisione. Successivamente ha continuato a giocare a livello semiprofessionistico con i Blyth Spartans.